# ان‌جی‌سی ۶۸۰۱
ان‌جی‌سی ۶۸۰۱ (انگلیسی: NGC 6801) نام یک کهکشان مارپیچی در صورت فلکی ماکیان است.